# Serra do Caldeirão
De Serra do Caldeirão (ook bekend als Serra do Mú) is een lage bergketen in het zuiden van Portugal in de provincies Algarve en Alentejo. De bergketen ligt tussen de kust van de Algarve en de vlakten in het zuiden van de Alentejo (Baixo Alentejo). De Serra do Caldeirão is het restant van een oud massief dat uit schist en grauwacke bestaat, een gesteente dat bij verwering een relatief onvruchtbare bodem van fijn materiaal oplevert. Het hoogste punt van de bergketen is de berg Pelados in de Algarve met een hoogte van 589 meter. Het op één na hoogste punt is de berg Caldeirão, ook Mú genoemd, in Alentejo met een hoogte van 577 meter. Er zijn meer hoogtes boven de 500 meter, zoals bijvoorbeeld de toppen Águia (529 m), Alcaria do Cume (525 m), Malhão (537 m) en Quatrelas (521 m). De hoogtes hebben een bijzondere ronde vorm en worden onderbroken door een dicht hydrografisch netwerk van waterlopen die grotendeels seizoensgebonden droogstaan. In de Serra do Caldeirão ontspringen ettelijke stromen en rivieren.
Ondanks zijn geringe hoogte heeft de Serra do Caldeirão een aanzienlijke invloed op het weer. De bergketen vormt een barrière voor de doorgang van koude winden uit het noorden en van noordwestelijke depressies, wat bijdraagt aan het mediterrane klimaat aan de kust van de Algarve, met weinig jaarlijkse neerslag en zachte temperaturen in de winter. Anderzijds is de bergketen ook een condensatiebarrière voor de vochtige winden uit het zuiden. In de hoger gelegen gebieden van de gemeente Loulé valt gemiddeld meer dan 800 mm regen per jaar. Naarmate men in het oosten de grens met Spanje nadert, daalt de gemiddelde neerslaghoeveelheid tot minder dan 500 mm per jaar.

## Flora

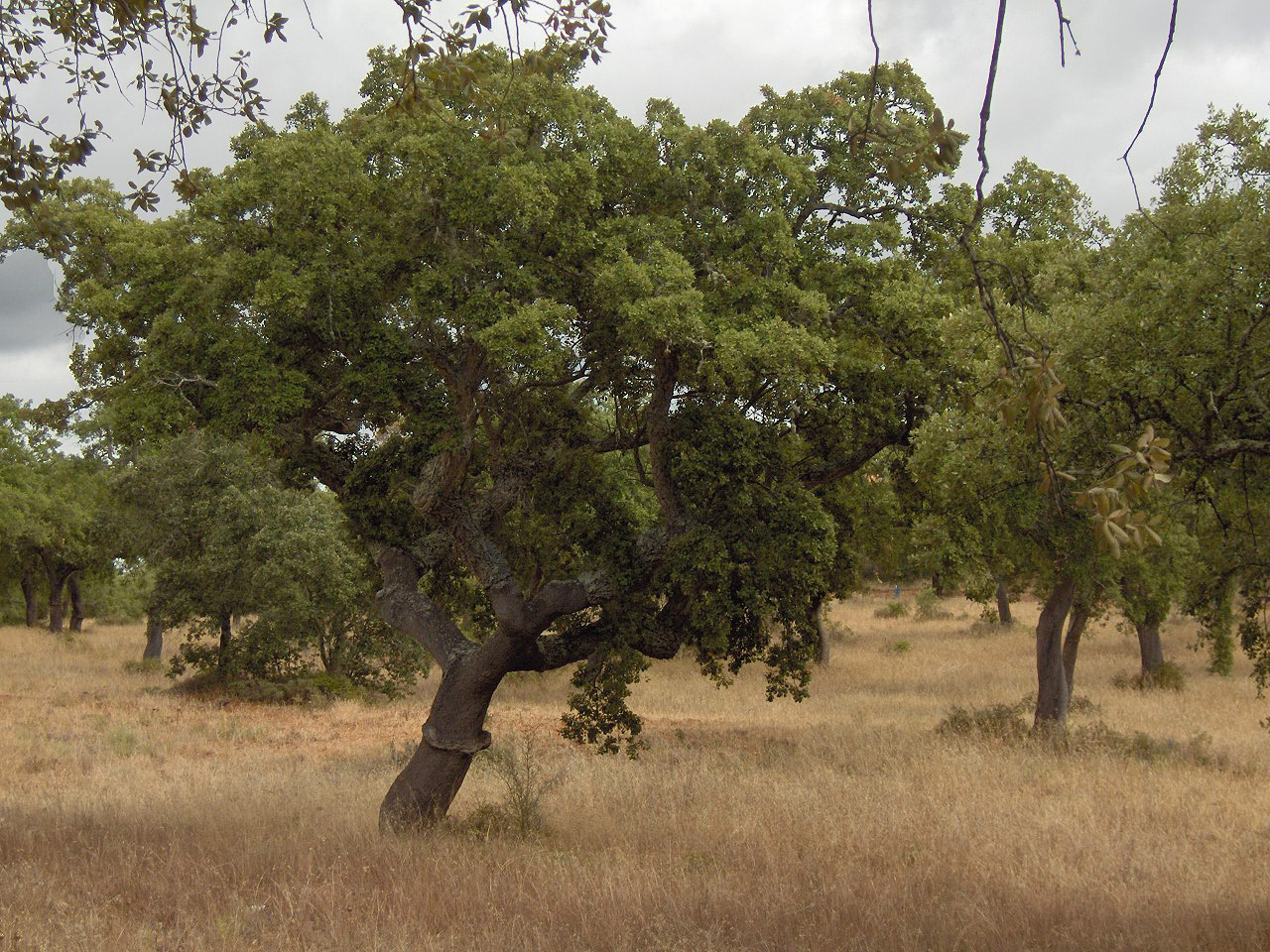
Kurkeik (Quercus suber)

De oorspronkelijke natuurlijke vegetatie van Serra do Caldeirão was plaatselijk verschillend. In de meest westelijke gebieden van de bergketen overheerste de kurkeik (Quercus suber), samen met de Portugese eik (Quercus faginea) en de aardbeiboom (Arbutus unedo). Op de hellingen in de buurt van het dal van de rivier Guadiana overheerste de steeneik (Quercus ilex subsp. rotundifolia), samen met de kurkeik, de mastiekboom (Pistacia lentiscus) en de Europese dwergpalm (Chamaerops humilis).
Door de eeuwen heen heeft de mens dit landschap veranderd door natuurlijke bossen te kappen om landbouwgrond en weilanden voor vee te creëren. Het resultaat is een landschap dat vrijwel verstoken is van vegetatie en waar zonneroosjes (Cistus ladanifer), die zijn aangepast aan de geërodeerde grond, overheersen. De belangrijkste oorzaak van erosie waren de tarwecampagnes in de eerste helft van de 20e eeuw 
en de steeds weer voorkomende natuurbranden. Door de vernietiging van de natuurlijke vegetatie werd de bodem blootgesteld aan stortregens, die deze wegspoelden en kale rotsen achterlieten. Dit proces van woestijnvorming baart nog steeds grote zorgen, vooral op de oostelijke hellingen van de bergketen.
Op de oevers van de belangrijkste riviertjes overheerst de es (Fraxinus excelsior), samen met andere minder algemene soorten, zoals de zwarte els (Alnus glutinosa). Aan de kleinere riviertjes overheerst de Pontische rododendron (Rhododendron ponticum).

## Fauna

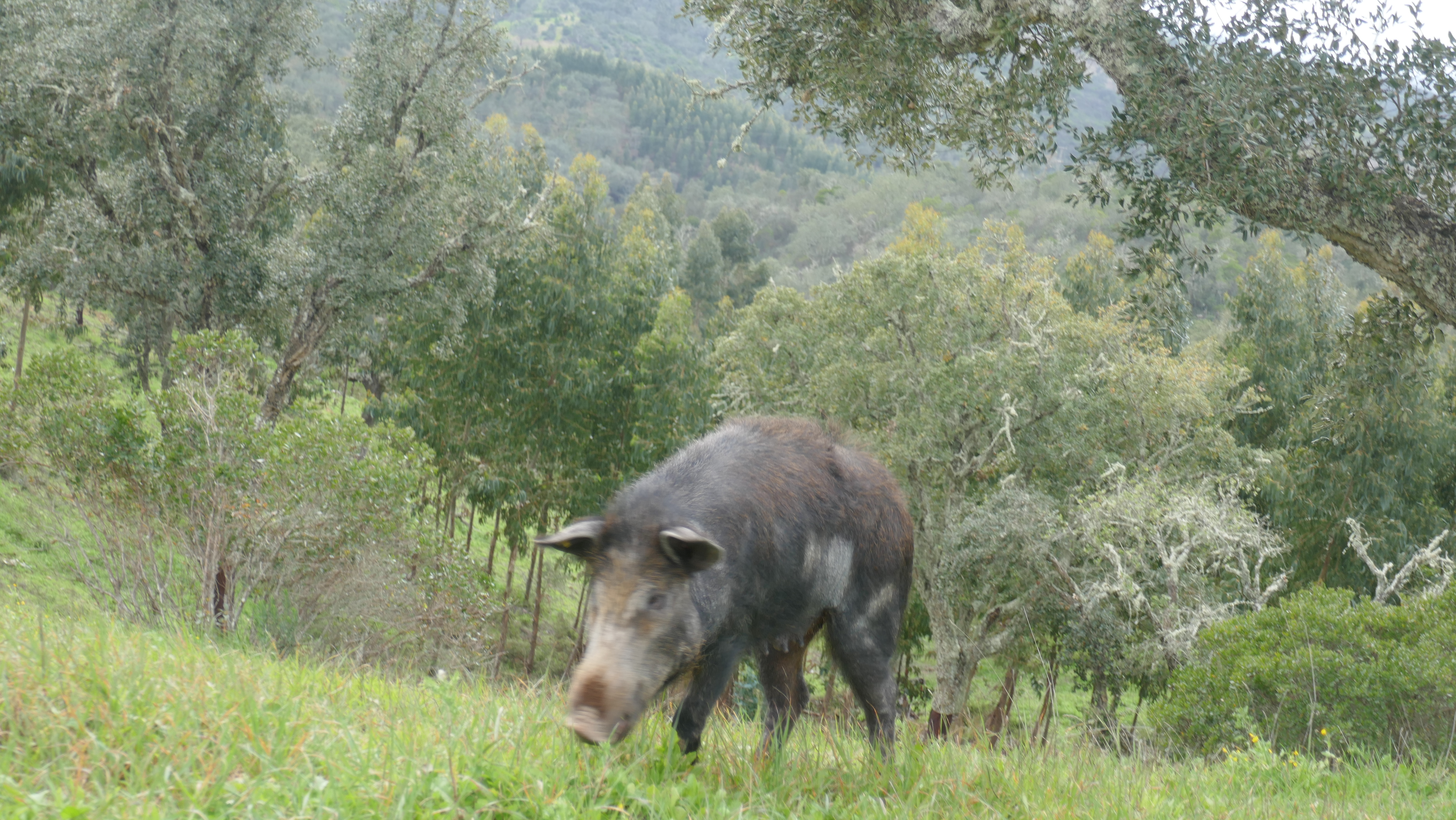
Een vrijlopend Iberisch varken nabij de bergtop Mú

De soorten die ooit typisch waren voor de Serra do Caldeirão zijn:

### Zoogdieren
- Otter (Lutra lutra)
- Iberische wolf (Canis lupus signatus)
- Pardellynx (Lynx pardina)
- Edelhert (Cervus elaphus)
- Wild zwijn (Sus scrofa)
- Europees konijn (Orictolagus cuniculus)
- Kaapse haas (Lepus capensis)
- Genetkat (Genetta genetta)

### Vogels
- Havikarend (Aquila fasciata)
- Spaanse keizerarend (Aquila adalberti)
- Zwarte ooievaar (Ciconia nigra)
- Grote trap (Otis tarda)
- Oehoe (Bubo bubo)

### Amfibieën
- Iberische vroedmeesterpad (Alytes cisternasii)

### Vissen
- Saramugo (Portugese naam) (Anaecypris hispanica)

De fauna van de Serra is in de loop van de tijd sterk veranderd. De Iberische wolf verdween in het midden van de 20e eeuw en de Pardellynx aan het eind van de 20e eeuw. De zwarte ooievaar bouwde vroeger zijn nest in de steile oevers van de riviertjes Rio Foupana en Rio Vascão, maar wordt daar niet meer waargenomen. Ook de grote trap, die vroeger in de hogere steppegebieden in het noordoosten broedde, wordt daar niet meer waargenomen. De havikarend, die ook een tijdje verdwenen was, broedt momenteel weer op sommige plaatsen zoals in het noorden van de gemeente São Brás de Alportel.

## Landbouw en veeteelt
In de Serra do Caldeirão worden voornamelijk lupinen, kikkererwten, tarwe, haver, gerst en rogge verbouwd. Er zijn ook boomgaarden met amandel-, johannesbrood- en olijfbomen. In valleien met water groeien fruitbomen zoals de sinaasappelboom en de Japanse wolmispel.
Het overheersende vee is geiten. Volgens oude documenten werd de als uitgestorven beschouwde Algarve-koe ook in de Serra do Caldeirão gehouden.

## Menselijke geschiedenis
De menselijke bewoning van de Serra do Caldeirão gaat terug tot het neolithicum, zoals blijkt uit de vele prehistorische overblijfselen. Zo zijn er bijvoorbeeld verschillende hunebedden, zoals de dolmen van Pedras Altas bij het dorp Mealha in de gemeente Tavira. Of het kasteel van Santa Justa, een nederzetting uit de kopertijd op de top van een heuvel bij het dorp Santa Justa in de gemeente Alcoutim. In de Serra do Caldeirão heeft sinds het neolithicum mijnbouw plaatsgevonden. Restanten van mijnen, die in goede staat verkeren, bevinden zich in de gemeente Alcoutim. In de Serra do Caldeirão zijn ook resten gevonden van tholoi uit de Grieks-Romeinse oudheid.  
De Arabieren oefenden grote invloed uit in de Serra do Caldeirão. Zij introduceerden hier onder andere de amandel- en sinaasappelboom. De Arabische aanwezigheid blijkt ook uit toponiemen, zoals Alcaria, Azinhal, Cabeça Gorda, Cumeada, Barranco do Velho en Ameixial. Ze had ook invloed op de bouwstijl, wat te zien is aan
het oude kasteel van Alcoutim of de nederzetting Cerro das Relíquias. Wonderverhalen over Moren doen in de bergdorpen nog altijd de ronde. 
De bevolking van Serra do Caldeirão leefde eeuwenlang geïsoleerd en ging zelden naar de kust. Eeuwenlang werd het nieuws uit het buitenland overgebracht door muilezeldrijvers, samen met producten van de kust, zoals vis en zout. Tegenwoordig zijn er overal nog sporen van de oude manier van leven, zoals watermolens, levada's, dammen, windmolens, gemeenschapsovens en de ronde stenen hooibergen met rietdak (palheiros de veio).

## Afbeeldingen

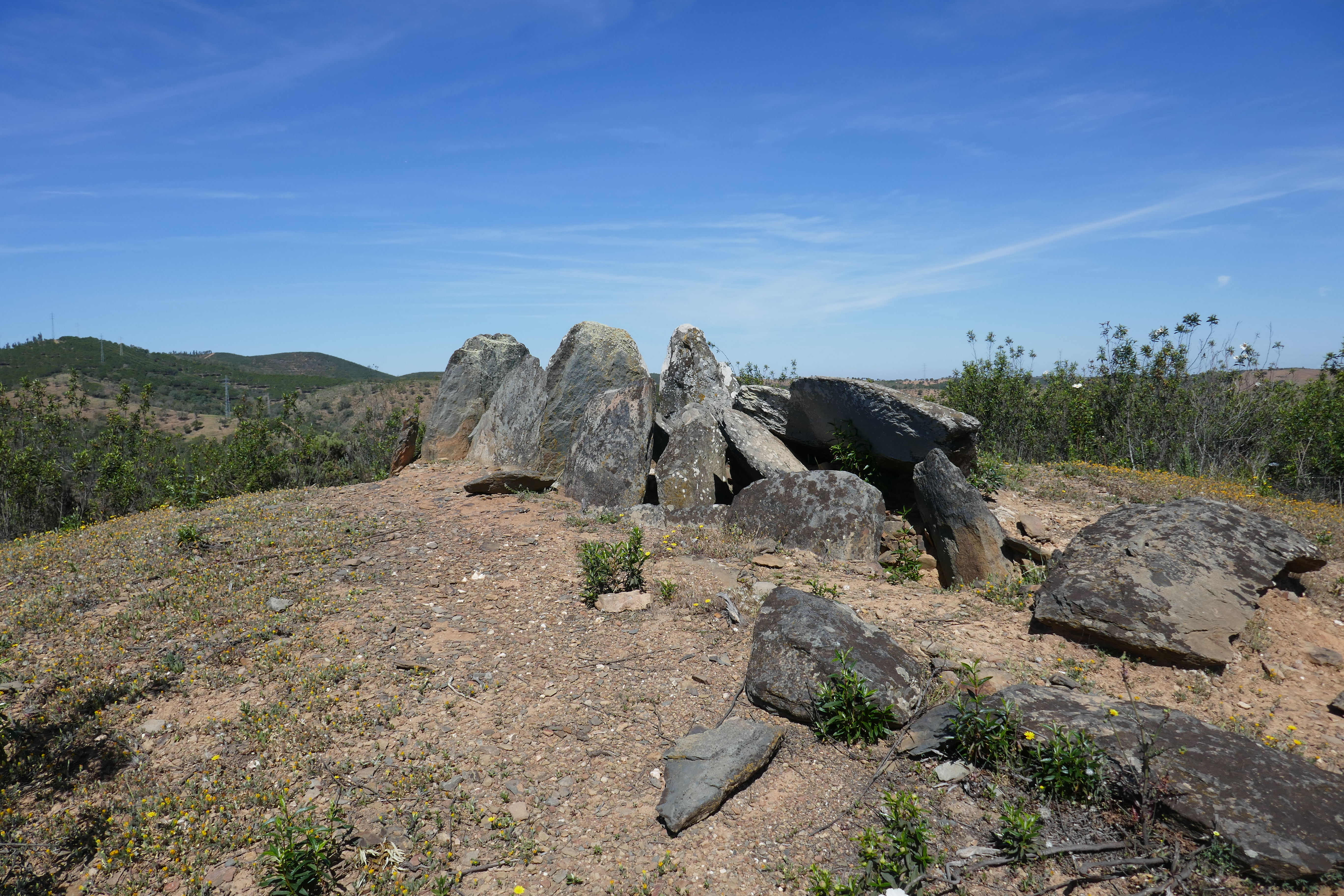
Anta das Pedras Altas (Dolmen van Pedras Altas)
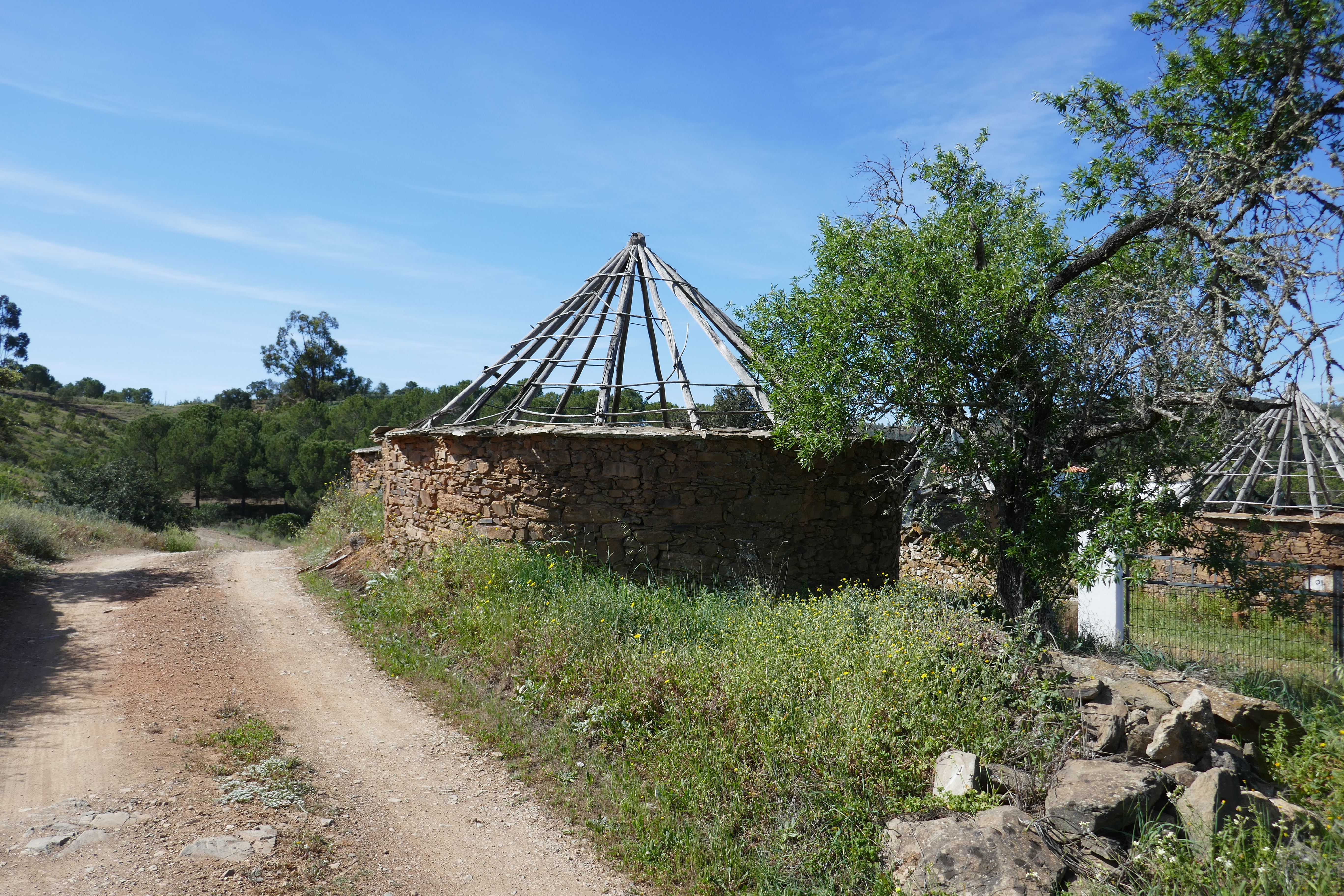
Palheiros de veio (Hooibergen)
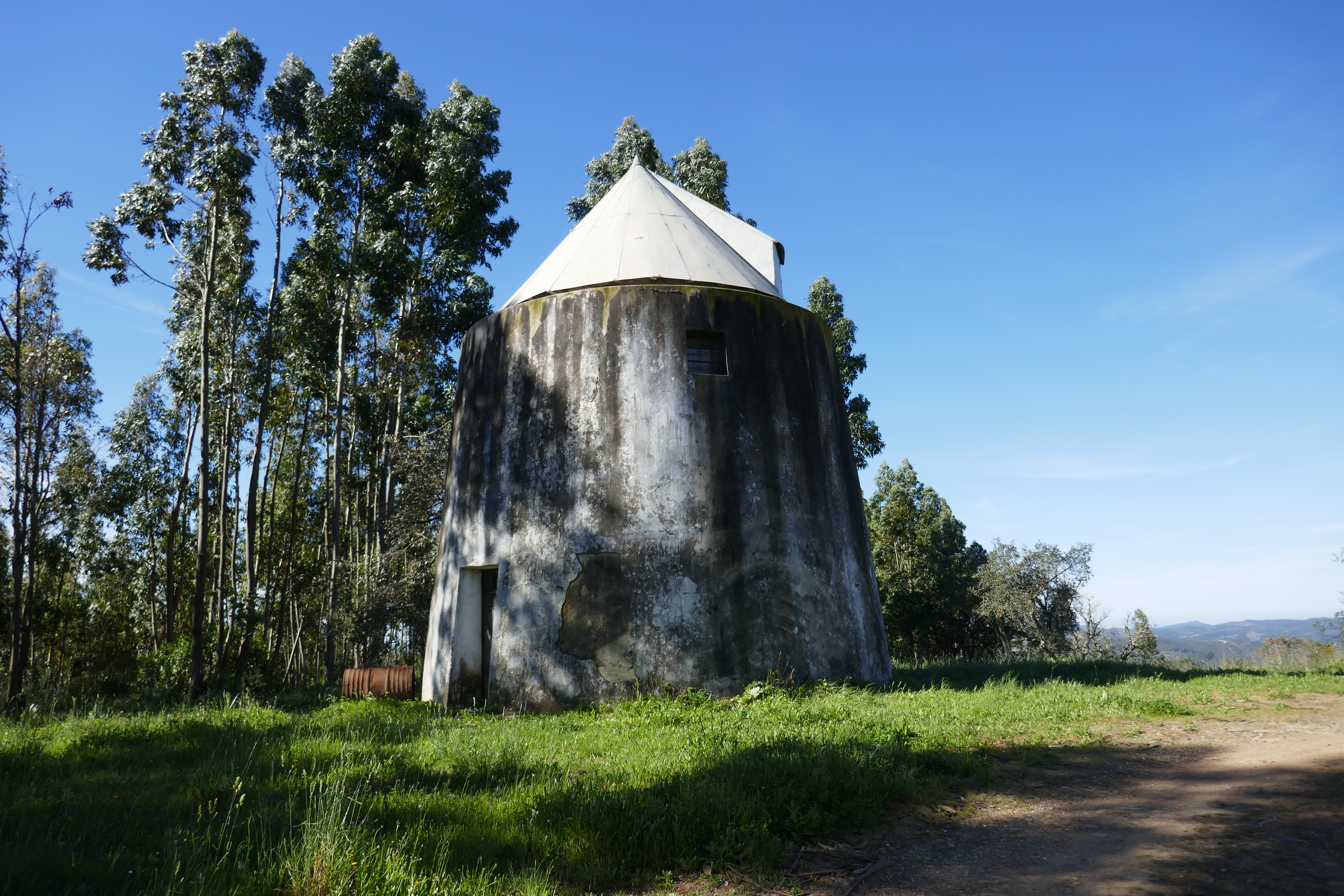
Moinho de vento (Windmolen)